# مواقع أثرية دمرها القصف الإسرائيلي في حرب غزة 2023
دمّر القصف الإسرائيلي الكثيف والمتواصل على قطاع غزة ما يقارب 100 معلم أثري في القطاع بعضها عمره يزيد عن 2000 عام، من أصل 325 موقعًا أثريًا في غزة، من أبرز المواقع الأثرية التي تعرضت للتدمير كانت الكنيسة البيزنطية وكنيسة القديس برفيريوس ثالث أقدم كنيسة في العالم والمسجد العمري والمقبرة الرومانية التي يزيد عمرها عن 2000 عام.
- المسجد العمري الكبير
- مسجد السيد هاشم
- كنيسة القديس بيرفيريوس
- قصر الباشا
- الكنيسة البيزنطية
- مقبرة دير البلح
- مسجد الظفر دمري الأثري
- دار السقا الأثرية
- المدرسة الكمالية[4]
- مقام الخضر
- حمام السمرة[5]
- دير القديس هيلاريون[6]
- قصر الباشا[7]
- مسجد عثمان قشقار[8][9]
- ميناء البلاخية[10]